# Freddy Fender
Freddy Fender, nato Baldemar Garza Huerta (San Benito, 4 giugno 1937 – Corpus Christi, 15 ottobre 2006), è stato un cantante e chitarrista messicano naturalizzato statunitense.

## Biografia
Nato da madre texana e padre messicano, inizia la carriera nel 1957 con lo pseudonimo El Bepop Kid, incidendo alcuni singoli che hanno un moderato successo in Messico e Sud America.
Nel 1959 registra per la prima volta la ballata blues Wasted Days and Wasted Nights, che diventa una hit nel 1975, dopo che l'autore era stato assalito da problemi legali e arrestato per possesso di marijuana. All'artista era stato vietato di comporre musica per un certo periodo, durante il quale Fender è tornato in Texas e ha lavorato come meccanico.
Nel 1975 ha registrato nuovamente Wasted Days and Wastef Night ed il brano ha raggiunto il successo, così come i successivi singoli Secret Love, You'll Lose a Good Thing, Since I Met You Baby, Yaya con Dios e Living It Down.
Nel 1981 ha partecipato a un episodio della serie Hazzard: Bye bye, Boss.
Verso la fine degli anni '80 ha collaborato con Doug Sahm, Flaco Jiménez, Augie Meyers per formare il supergruppo Texas Tornados, che ha pubblicato quattro album e ha vinto un Grammy Award. Nel 1990 ha fatto parte del supergruppo Los Super Seven con David Hidalgo (Los Lobos), Flaco Jiménez, Ruben Ramos, Joe Ely e Rick Trevino.
Nel 2001 ha fatto la sua ultima registrazione, una raccolta di classici messicani dal titolo La Música de Baldemar Huerta.
Dopo aver subito un trapianto di rene e un trapianto di fegato nel giro di due anni, è morto a causa di un tumore nel 2006, all'età di 69 anni.
È inserito nella Hollywood Walk of Fame.

## Discografia

### Album
- 1974 - Before the Next Teardrop Falls
- 1975 - Recorded Inside Louisiana State Prison
- 1975 - Are You Ready for Freddy?
- 1975 - Since I Met You Baby
- 1976 - Rock 'N' Country
- 1976 - Your Cheatin' Heart
- 1976 - If You're Ever in Texas
- 1977 - The Best of Freddy Fender
- 1977 - Merry Christmas/Feliz Navidad
- 1978 - Swamp Gold
- 1978 - His Greatest Recordings
- 1979 - Tex-Mex
- 1980 - Together We Drifted Apart
- 1982 - The Border Soundtrack
- 1991 - The Freddy Fender Collection
- 1991 - Favorite Ballads
- 2001 - Forever Gold
- 2002 - La Musica de Baldemar Huerta